# رابین گیونز
رابین گیونز (انگلیسی: Robin Givens؛ زادهٔ ۲۷ نوامبر ۱۹۶۴) یک بازیگر سینما، و هنرپیشه اهل ایالات متحده آمریکا است وی همچنین همسر مایک تایسون افسانه ای بازیکن بوکس سنگین‌وزن بازنشستهٔ آمریکایی بود.
او در فیلم خشم در هارلم بازی کرده است.